# Consórcio Intermunicipal para Conservação do Remanescente do Rio Paraná e Áreas de Influência
Criado em 1995, o CORIPA - Consórcio Intermunicipal para Conservação do Remanescente do Rio Paraná e Áreas de Influência, foi o primeiro consórcio público do Brasil a ter como finalidade a manutenção de uma área protegida, neste caso os ecossistemas associados ao Rio Paraná, suas ilhas e várzeas. Criado para facilitar a gestão de APAs Intermunicipais, a existência do Coripa foi um dos fatores motivadores para a criação do Parque Nacional de Ilha Grande em 1997.

## Histórico
Os municípios de Altônia, São Jorge do Patrocínio e Alto Paraíso se uniram em uma associação que viabilizasse a gestão das Unidades de conservação recém criadas: as APAs municipais. No mês de abril de 1995 estava criado o CORIPA – Consórcio Intermunicipal para Conservação do Remanescente do Rio Paraná e Áreas de Influência, um consórcio que teria como finalidades iniciais a gestão das APAs de seus municípios associados e posteriormente a gestão compartilhada do Parque Nacional de Ilha Grande. Neste mesmo ano, já estruturados como um consórcio, foi feita a licitação e a contratação da empresa que iniciou os estudos para a elaboração do zoneamento do conjunto das APAs municipais, a um custo muito menor do que fosse contratado individualmente pelos municípios. Em 1996, Icaraíma se associou ao consórcio e em 1997 Guaíra fez o mesmo completando assim todo o lado esquerdo do rio Paraná que margeia o arquipélago de Ilha Grande. Em 2005, dois municípios que não possuem territórios às margens do rio Paraná aderiram à associação, Xambrê e Esperança Nova, completando os atuais oito municípios federados que compõem o Coripa.
O CORIPA, é pioneiro no Estado do Paraná, sendo referência em todo o Estado como consórcio intermunicipal para proteção da natureza. A formação do Coripa foi uma experiência inédita de gestão compartilhada de áreas naturais e de recursos ambientais, com destaque especial para proibição de atividades predatórias como, por exemplo a pecuária e a mineração de argila, nas áreas protegidas.
Posteriormente ao Coripa, dois novos consórcios foram criados na região, paralelamente à criação de mais duas Unidades de conservação. Comafen e Cibax foram fundados, respectivamente, no mesmo período da criação da Área de Proteção Ambiental das Ilhas e Várzeas do Rio Paraná em 1997 e à APA do Rio Xambrê em 2002.
Invariavelmente, estes três consórcios recebem recursos de seus municípios associados, na forma de mensalidades. Em alguns casos, em especial o Cibax, a maior receita é proveniente da prestação de serviços, principalmente relacionados ao geoprocessamento. O repasse municipal ao consórcio é possível graças ao Imposto sobre Circulação de Mercadorias e Serviços - ICMS Ecológico arrecadado pelos municípios.
Atualmente é responsável também pelo licenciamento ambiental de atividades e empreendimentos no interior de seus municípios consorciados.

## Finalidades do Coripa
- Representar o conjunto dos municípios que o integram, em assuntos de interesse comum, perante quaisquer outras entidades, especialmente frente às demais esferas constitucionais do governo;

- Planejar, adotar e executar programas e medidas destinadas a conservação e recuperação dos ecossistemas associados ao Rio Paraná e a promover e acelerar o desenvolvimento sócio-econômico-ambiental, dos municípios partes;

- Realizar pesquisas e estudos ambientais e disseminar o conhecimento resultante, dar apoio técnico e institucional aos municípios na avaliação, formulação e acompanhamento de políticas públicas, planos e programas de desenvolvimento sustentável e oferecer à sociedade elementos para o conhecimento e solução dos problemas e dos desafios do desenvolvimento sustentável;

- Gerar, disseminar e socializar o conhecimento em padrões elevados de qualidade e equidade, visando treinar, capacitar e formar profissionais nas diferentes áreas do conhecimento.

## Objetivos do Coripa
- Gestão associada de serviços públicos, assim como a integração do planejamento e gerenciamento ambiental dos entes federativos consorciados;

- A prestação de serviços, inclusive de assistência técnica, a execução de obras e o fornecimento de bens à administração direta ou indireta dos entes consorciados;

- O compartilhamento ou o uso em comum de instrumentos e equipamentos, inclusive de gestão, de manutenção, de informática, de pessoal técnico e de procedimentos de licitação e de admissão de pessoal;

- A produção de informações ou de estudos técnicos e científicos;

- A promoção do uso racional dos recursos naturais, a proteção do meio-ambiente, a educação ambiental e o turismo;

- O exercício de funções no sistema de gerenciamento de recursos hídricos que lhe tenham sido delegadas ou autorizadas;

- O apoio e o fomento do intercâmbio de experiências e de informações entre os entes consorciados;

- Gestão Ambiental Integrada.

## Linhas de trabalho
O Coripa atua com duas linhas bases de trabalho: a Gestão de Unidades de conservação e o Planejamento ambiental.
Gestão de Unidades de conservação: tem como objetivo oferecer suporte na implementação das Unidades de conservação da região. Nas APAs Intermunicipais o Coripa atua junto às Secretarias Municipais de Meio Ambiente e aos Conselhos das APAs, principalmente através da Auditoria Ambiental Interna do ICMS Ecológico, onde verifica as ações que precisam ser realizadas na APA Municipal tendo por base a avaliação do ICMS Ecológico. No Parque Nacional de Ilha Grande e na APA Federal de Ilhas e Várzeas do Rio Paraná o Coripa oferece suporte ao ICMBio na gestão dessas unidades de conservação e na execução do plano de manejo.
Planejamento ambiental: o Coripa oferece serviços na elaboração do planejamento ambiental dos municípios que o compõem. Todos os municípios do Paraná precisam elaborar o seu planejamento os quais devem prever a gestão dos resíduos sólidos, dos recursos hídricos e da arborização urbana.
Licenciamento Ambiental: Em 2016 se tornou o primeiro consórcio do estado do Paraná, e o segundo do Brasil, a receber autorização para realizar de forma descentralizada o licenciamento ambiental. Entre as ações do consórcio junto licenciamento está incluído também o monitoramento e fiscalização ambiental.